# Chiun Corona
La Chiun Corona è una struttura geologica della superficie di Venere.